# Ornithorhynchus anatinus
(Ornithorhynchus anatinus) es una especie de mamífero semiacuático endémico del este de Australia y de la isla de Tasmania. Es una de las cinco especies, junto con las cuatro de equidna, que perviven en la actualidad del orden de los monotremas, grupo que reúne a los únicos mamíferos actuales que ponen huevos en lugar de dar a luz crías vivas. Es el único representante vivo de la familia Ornithorhynchidae y del género Ornithorhynchus.
La inusual apariencia de este mamífero —ponedor de huevos, venenoso, con hocico en forma de pico de pato, cola de castor y patas de nutria— desconcertó a los naturalistas europeos cuando se lo encontraron por primera vez, llegando incluso a ser considerado por algunos como una elaborada falsificación. Es uno de los pocos mamíferos venenosos existentes; los machos tienen un espolón en las patas posteriores que libera un veneno capaz de producir un dolor intenso a los humanos. Sus características únicas lo convierten en un importante sujeto de estudio en el campo de la biología evolutiva, así como en un símbolo reconocible e icónico de Australia; ha aparecido como mascota en acontecimientos nacionales y aparece al dorso de la moneda australiana de 20 centavos. Es el emblema animal del estado de Nueva Gales del Sur.
Hasta principios del siglo XX se cazaba por su piel, pero actualmente está protegido en todo su ámbito de distribución. Actualmente su estado de conservación es el de una especie casi amenazada, debido a que si bien cuenta con una población estable, se proyecta una disminución de la misma por amenazas contra la especie y su hábitat, como lo son la contaminación y las malas prácticas en el ámbito agrícola, forestal y de desarrollo urbano.

## Taxonomía, nombres y etimología
Los aborígenes australianos nombran o han nombrado al ornitorrinco de diversas formas según las lenguas y dialectos autóctonos australianos. Entre los nombres señalados encontramos: boondaburra, mallingong, tambreet, watjarang (nombre en las regions de Yas, Murrumbidgee y Tumut), tohunbuck (región de Goomburra, Darling Downs), dulaiwarrung o dulai warrung (idioma woiwurrung, Wurundjeri, Victoria), djanbang (bundjalung, Queensland), djumulung (idioma yuin, Yuin, Nueva Gales del Sur), maluŋgaŋ (idioma ngunnawal, Ngunnawal, ACT/territorio de la Capital australiana), biladurang, wamul, dyiimalung, oornie, dungidany (idioma wiradjuri, Wiradjuri, Vic, NSW), etc. El nombre en palawa kani (idioma tasmania reconstruida) es larila.
Cuando el ornitorrinco fue descubierto por los europeos en 1798, el capitán John Hunter, segundo gobernador de Nueva Gales del Sur, envió un bosquejo y la piel de un ejemplar a Gran Bretaña. A la vista de tan extraño animal, los científicos británicos creyeron encontrarse ante un fraude. George Shaw, que en 1799 hizo la primera descripción del ornitorrinco en la revista Naturalist's Miscellany, afirmó que era imposible no haber mostrado dudas sobre su autenticidad y Robert Knox creyó que podría haber sido creado por algún taxidermista asiático. Se creía que alguien había cosido el pico de un pato al cuerpo de un animal parecido a un castor. Shaw incluso utilizó unas tijeras para comprobar si había suturas en la piel disecada.
Su nombre común en inglés, Platypus, es un término latinizado derivado de las palabras griegas πλατύς (platys, plano, ancho) y πους (pous, pie), «pie plano». Shaw se lo asignó como un nombre de género linneano cuando lo describió por primera vez (siendo el nombre de la especie Platypus anatinus), pero pronto se descubrió que ese nombre de género ya pertenecía a unos escarabajos de la madera (género Platypus). En 1800 fue descrito de manera independiente como Ornithorhynchus paradoxus por Johann Blumenbach, a partir de un ejemplar que le entregó Sir Joseph Banks, y, siguiendo las reglas de prioridad de nomenclatura, posteriormente se le reconoció oficialmente como Ornithorhynchus anatinus.
El nombre científico se forma con Ornithorhynchus, que deriva de la palabra griega ornithorhynkhos (ὄρνις, -ιθος, pájaro, y ῥύγχος, pico); y anatinus, que en latín significa «semejante a un pato». El nombre común en español proviene también del griego ornithorhynkhos.

## Morfología

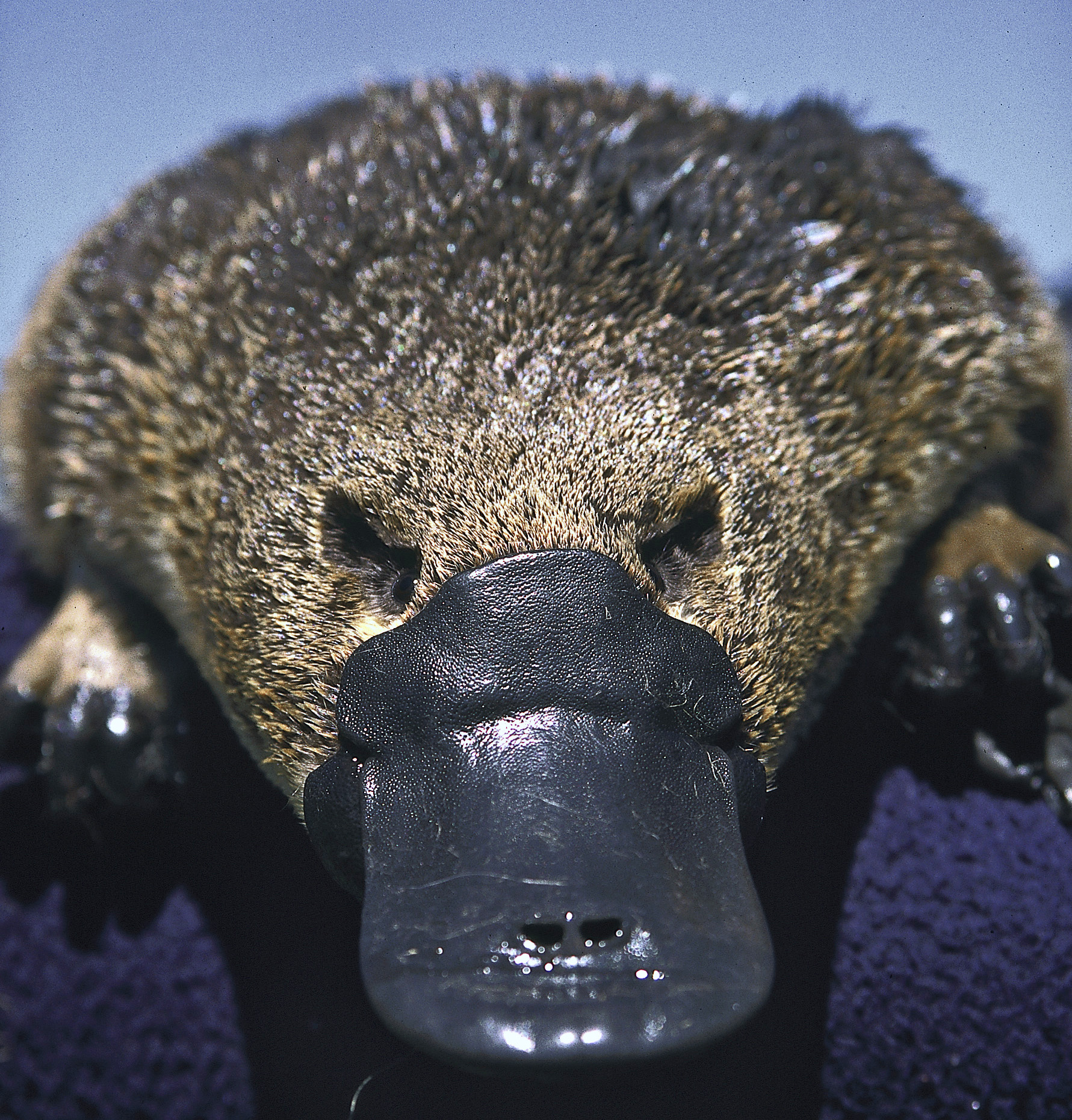
Primer plano en el que se aprecia su distintivo hocico, similar al pico de un pato.

Normalmente posee un color marrón intenso en la espalda y los lados de la cabeza, cuerpo y parte superior de las patas; la región ventral es de un color rubio o gris sedoso. El cuerpo y la ancha cola plana están cubiertos con un pelaje espeso que retiene una capa de aire aislante que mantiene al animal caliente. La cola es similar a la del castor, pero a diferencia de este, que la emplea para propulsarse, el ornitorrinco solo la utiliza para maniobrar en el agua; asimismo utiliza la cola como almacén de reservas de grasa, una adaptación que también presentan animales como el diablo de Tasmania (Sarcophilus harrisii). Tiene patas palmeadas y un gran hocico ancho y plano, cubierto de una piel suave y de aspecto similar a goma húmeda; estos rasgos son más parecidos a los encontrados en un pato que a los encontrados en cualquier mamífero conocido. La membrana que posee entre los dedos de las patas delanteras es mayor que la de las posteriores y sobrepasa el extremo de los dedos para conseguir mayor superficie de empuje, ya que es con las extremidades anteriores con las que se desplaza durante el buceo. Cuando se desplaza por tierra pliega dicha membrana hacia atrás, dejando expuestas sus fuertes uñas.
A diferencia del pico de las aves, en el que las partes superior e inferior se separan para revelar la boca, su hocico es un órgano sensorial con la boca en la parte inferior. Los orificios nasales están situados en la superficie dorsal del hocico, mientras que los ojos y las orejas se encuentran en un surco situado justo detrás del hocico; este surco se cierra cuando el animal nada. Tiene aproximadamente la mitad de receptores olfativos que la mayoría de los mamíferos, sin embargo cuenta con la habilidad de oler bajo el agua, adaptación valiosa durante su búsqueda subacuática de alimento. Los investigadores piensan que esta habilidad puede haberse ganado cuando el linaje de los ornitorrincos experimentó una expansión en los genes que codifican para cierto receptor de olor llamado receptor vomeronasal. Se ha oído a ornitorrincos emitir un gruñido grave cuando se los molesta, y en ejemplares en cautividad se han registrado varios tipos de vocalizaciones.
|        | Peso (kg) | Longitud (cm) | Longitud (cm) | Longitud (cm) |
| Cuerpo | Peso (kg) | Cola          | Hocico        |               |
| ------ | --------- | ------------- | ------------- | ------------- |
| Macho  | 1,0 - 2,4 | 45 - 60       | 10,5 - 15,3   | 5,8           |
| Hembra | 0,7 - 1,6 | 39 - 55       | 8,3 - 12,0    | 5,2           |

El peso varía considerablemente, entre 700 y 2400 g, y los machos son más grandes que las hembras: los machos miden, en promedio, unos 50 cm mientras que las hembras miden unos 43 cm. Hay diferencias significativas en el tamaño medio de una región a otra. Estas diferencias no parecen seguir ninguna regla climática concreta y podría deberse a otros factores ambientales como los predadores o la presencia de humanos.
Mantiene una temperatura corporal de 31-32 °C, que contrasta con los 38 °C típicos de los mamíferos placentarios. Las investigaciones sugieren que se trata de una adaptación gradual a condiciones ambientales duras por parte del reducido número de especies supervivientes de monotremas, y no de una característica histórica de los mismos.
Las crías tienen molares tricúspides que pierden antes o justo después de dejar la madriguera donde han nacido; los adultos, en cambio, tienen en su lugar fuertes placas queratinosas. Su mandíbula está configurada de manera diferente a la de otros mamíferos y el músculo que la abre es diferente. Como en todos los mamíferos verdaderos, los pequeños huesos que conducen el sonido al oído medio están plenamente incorporados al cráneo, en lugar de estar en la mandíbula, como en los cinodontes y otros sinápsidos premamíferos. Sin embargo, la abertura externa del oído todavía permanece en la base de la mandíbula. El ornitorrinco tiene siete vértebras cervicales, el número habitual en los mamíferos, sin embargo cuenta con huesos adicionales en la cintura escapular, incluida una interclavícula, que no se encuentra en otros mamíferos, y muestra algunos rasgos reptilianos en su esqueleto. También tiene un andar semejante a los reptiles, con las patas situadas en los lados del cuerpo, no debajo, y, para evitar posibles daños en la gran membrana interdigital de sus patas delanteras, se desplaza apoyándose sobre los nudillos.

### Veneno

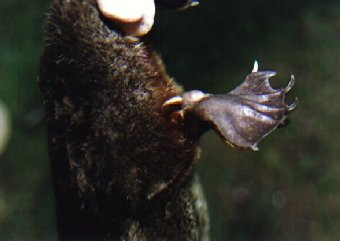
El espolón calcáneo de las patas posteriores de los machos puede inyectar veneno.

Aunque tanto los machos como las hembras nacen con espolones en el tobillo, solo los del macho liberan veneno, compuesto principalmente por proteínas similares a defensinas (DLP), tres de las cuales son únicas en el ornitorrinco. Las defensinas son producidas por su sistema inmunitario. A pesar de que el veneno es lo suficientemente potente como para matar animales pequeños, o incluso perros, no es letal para los humanos, aunque tras una picadura pronto aparece un edema alrededor de la herida que se extiende gradualmente por el miembro afectado y causa un dolor tan intenso que ni siquiera puede ser calmado con morfina. La información obtenida de los estudios de caso y pruebas anecdóticas indica que el dolor se transforma en una hiperalgesia de larga duración que persiste durante días o incluso meses. El veneno se produce en las glándulas crurales del macho, unas glándulas alveolares en forma de riñón conectadas al espolón calcáneo de ambas patas posteriores a través de un conducto con paredes delgadas. Las hembras, al igual que en los equidnas, nacen con púas rudimentarias que no se desarrollan y caen antes de que lleguen a alcanzar un año de edad y carecen de glándulas crurales funcionales.
El veneno parece tener una función diferente a la del producido por especies no mamíferas; sus efectos no suelen ser letales, pero son lo bastante potentes como para debilitar seriamente a la víctima. Puesto que solo los machos producen veneno y la producción aumenta durante la época de apareamiento, se teoriza que es utilizado como arma ofensiva para hacer valer su dominio durante este período.

### Electrolocalización
Los monotremas son los únicos mamíferos de los que se sabe que tienen un sentido de electrorrecepción; localizan sus presas, en parte, mediante la detección de campos eléctricos generados por las contracciones musculares de estas. La electrorrecepción del ornitorrinco es la más sensible de todos los monotremas.

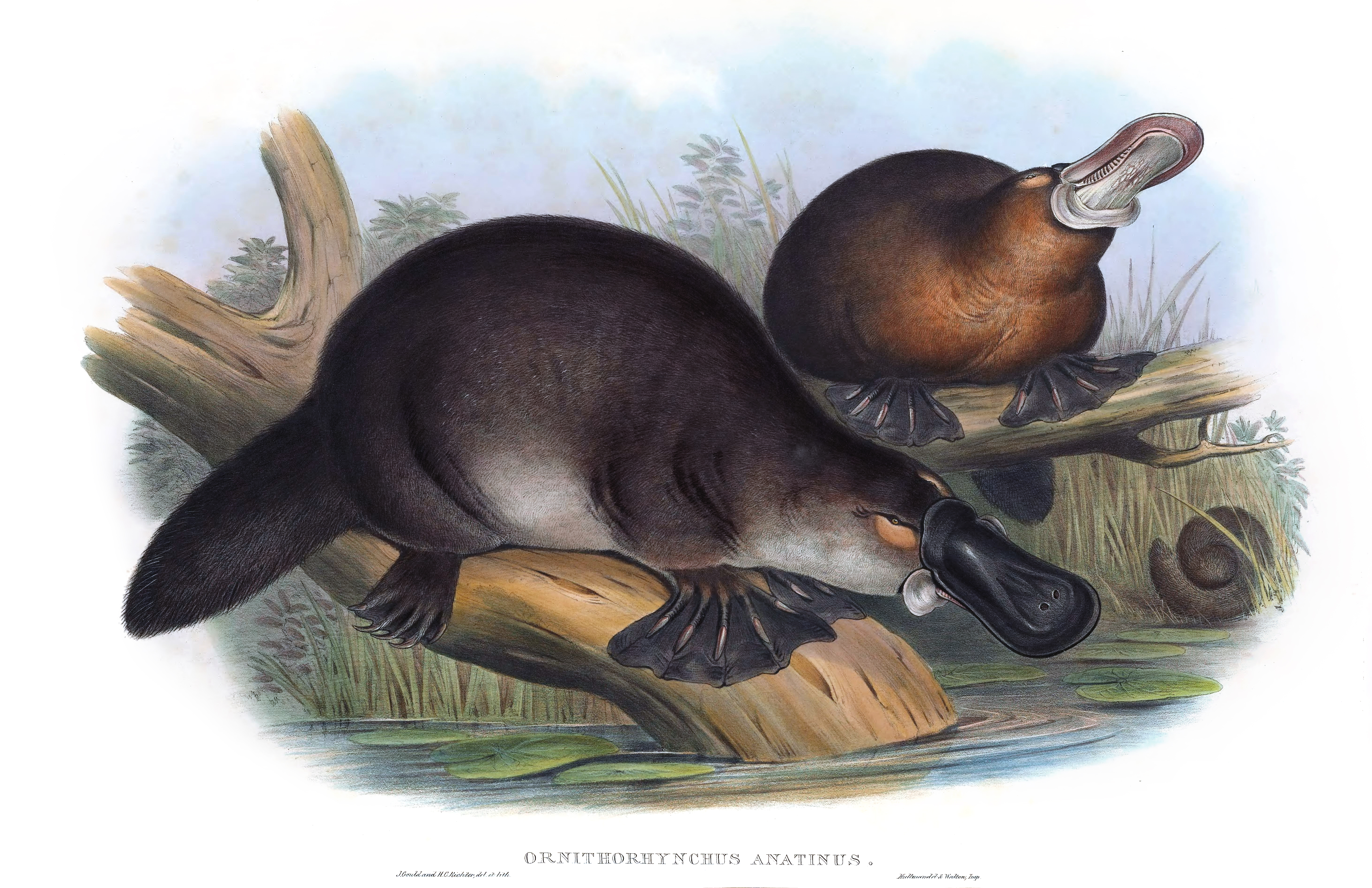
Ilustración realizada por John Gould (1863).

Los electrorreceptores están situados en hileras rostrocaudales en la piel del hocico, mientras que los mecanorreceptores (que detectan el tacto) están distribuidos uniformemente por el hocico. La zona electrosensible de la corteza cerebral se encuentra en el área somatosensorial táctil, y algunas células corticales reciben estímulos tanto de los electrorreceptores como de los mecanorreceptores, lo que sugiere una asociación estrecha entre los sentidos de electrorrecepción y del tacto. Tanto los electrorreceptores como los mecanorreceptores del hocico dominan el mapa somatotópico de su cerebro, del mismo modo que las manos humanas dominan el mapa del homúnculo de Penfield.
Puede determinar la dirección de una fuente eléctrica, posiblemente comparando diferencias en la intensidad de la señal a lo largo de la capa de electrorreceptores. Esto explicaría el movimiento característico de la cabeza del animal de un lado a otro cuando sale a cazar. La convergencia cortical de los estímulos electrosensoriales y táctiles sugieren la existencia de un mecanismo para determinar la distancia de las presas que, cuando se mueven, emiten tanto señales eléctricas como pulsos de presión mecánicos, lo que también permitiría calcular la distancia a partir de la diferencia en el tiempo de llegada de las dos señales.
El ornitorrinco no busca alimento mediante la vista o el olfato, cierra sus ojos, oídos y nariz cuando se zambulle, y excava con el hocico en el fondo de riachuelos. Los electrorreceptores de su hocico detectan los pequeños movimientos de sus presas al distinguir los objetos animados de los inanimados en esta situación en que los mecanorreceptores están constantemente estimulados. Las presas generarían minúsculas corrientes eléctricas con sus contracciones musculares que podrían ser detectados por sus sensibles electrorreceptores. Se ha demostrado experimentalmente que el ornitorrinco reacciona ante un «camarón» artificial si se hace pasar una corriente eléctrica débil a través de él.

## Ecología y comportamiento

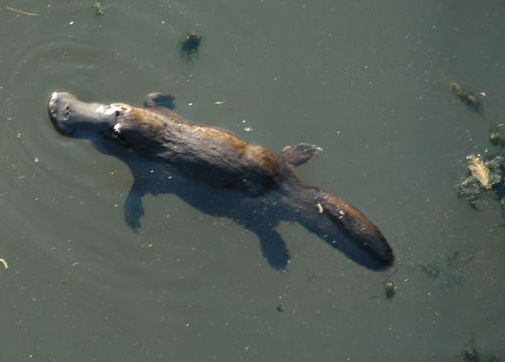
Ornitorrinco en su medio natural.

Es un animal semiacuático y vive en pequeños riachuelos y ríos en un área biogeográfica que cuenta con una amplia variedad de hábitats y climas, que va desde las frías zonas montañosas de Tasmania y los Alpes Australianos hasta las selvas tropicales de las costas de Queensland. No se tiene conocimiento de su distribución en el interior australiano; se extinguió en Australia Meridional, salvo una población introducida en la isla Canguro entre 1929 y 1946 que todavía mantiene poblaciones activas, y ya no habita en gran parte de la cuenca Murray-Darling, posiblemente debido al declive de la calidad del agua provocado por la tala de árboles y la irrigación a gran escala. A lo largo de los sistemas fluviales costeros, su distribución es impredecible; parece estar ausente de algunos ríos relativamente sanos, pero continúa viviendo en otros que están bastante degradados.
En cautiverio algunos ejemplares han sobrevivido hasta los diecisiete años de edad y han sido capturados ejemplares silvestres con una edad de once años. La tasa de mortalidad de los adultos en estado salvaje parece ser baja. Entre sus predadores naturales se encuentran las serpientes, la rata de agua australiana (Hydromys chrysogaster), varanos, halcones, búhos y águilas. Las pequeñas poblaciones del norte de Australia se deben posiblemente a la depredación de los cocodrilos. La introducción del zorro rojo a mediados de los años 1800 para la caza deportiva y como depredador para el conejo puede haber tenido cierto impacto en el número de ornitorrincos en el continente. Por regla general es un animal nocturno y crepuscular, sin embargo hay individuos activos durante el día, particularmente cuando el cielo está cubierto. Suele habitar ríos elevados y las zonas ribereñas, tanto por la disponibilidad de presas como de bancos de arena donde excavar madrigueras para anidar y descansar. Un ejemplar puede abarcar un territorio de un radio hasta de siete kilómetros y, en el caso de los machos, dicho territorio solapa el de tres o cuatro hembras.
El ornitorrinco es un nadador excelente y pasa gran parte del tiempo en el agua buscando alimento. Cuando nada, puede distinguirse de otros mamíferos australianos por la ausencia de orejas visibles. Una de sus características, única entre los mamíferos, es que nada impulsándose en el agua batiendo alternativamente las patas delanteras; aunque sus cuatro patas son palmeadas, las posteriores, que pliega contra el cuerpo, no contribuyen al impulso sino que sirven para la dirección, en combinación con la cola. Es una especie homeoterma que mantiene su temperatura corporal en torno a 32 °C (inferior a la de la mayoría de mamíferos) incluso cuando busca alimento durante horas en aguas por debajo de los 5 °C.

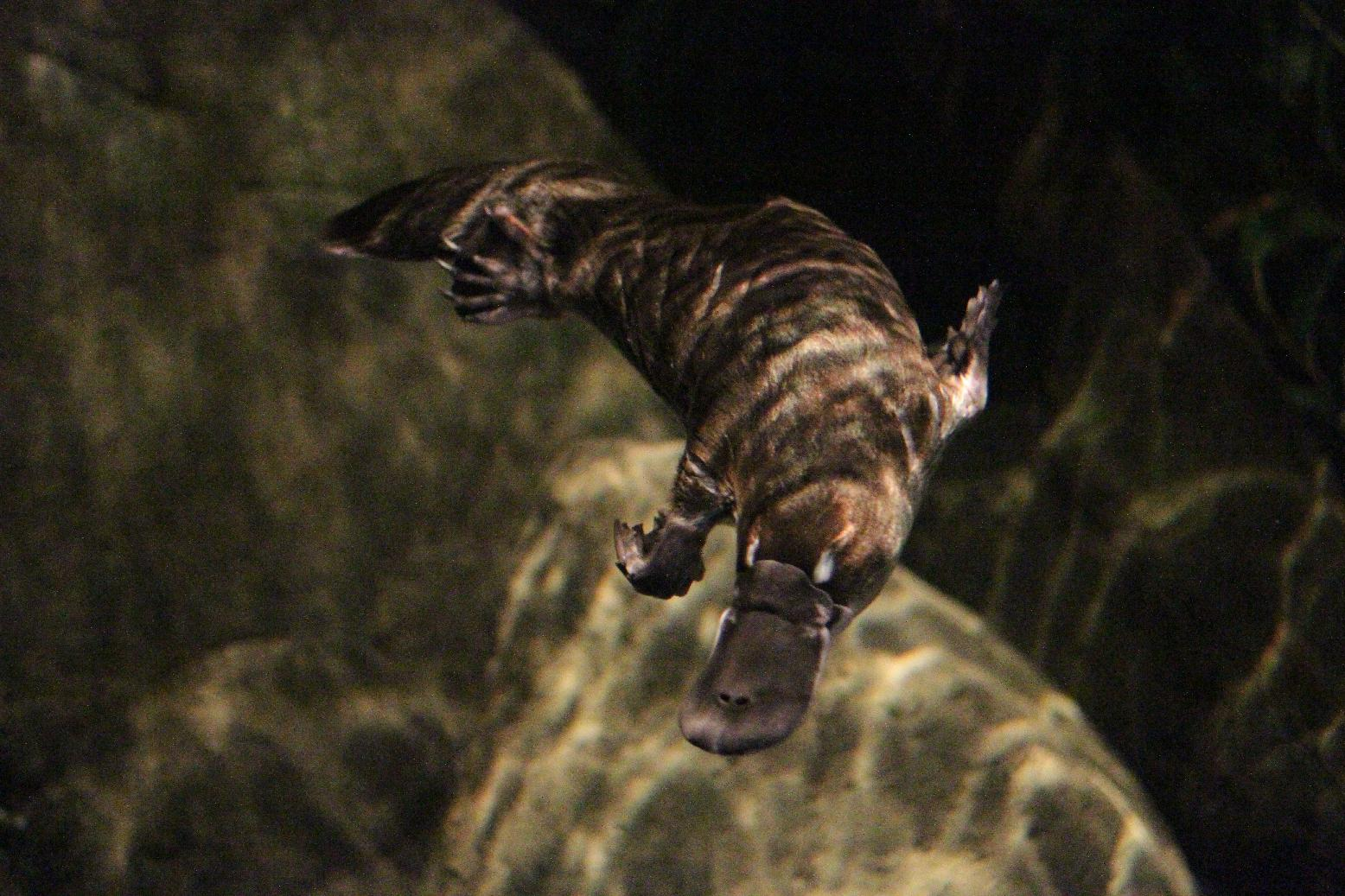
Normalmente sus inmersiones duran unos 30 segundos.

Normalmente sus inmersiones duran unos 30 segundos; pueden durar más pero pocas superan su límite aeróbico estimado de 40 segundos. Para recuperarse de sus inmersiones pasa entre 10 y 20 segundos en la superficie del agua. El ornitorrinco es carnívoro; se alimenta de anélidos, larvas de insectos, camarones de agua dulce y cangrejos de río que extrae del fondo fluvial escarbando con el hocico o que caza mientras nada. Utiliza unos sacos maxilares para almacenar su alimento junto con piedras de pequeño tamaño que le ayudan a triturarlo. Una vez que los sacos están llenos, o cuando captura una presa de mayor tamaño, asciende a la superficie para ingerir las capturas. Necesita comer aproximadamente un 20 % de su peso cada día. Esto implica que tiene que pasar una media de 12 horas al día buscando alimento. Cuando no se encuentra dentro del agua, se retira a una pequeña y recta madriguera de reposo, de corte transversal oval, situada casi siempre en la orilla un poco por encima del nivel del agua, y a menudo escondida bajo una maraña protectora de raíces.

### Reproducción
Cuando los europeos descubrieron al ornitorrinco, los científicos estaban divididos sobre la cuestión de si la hembra ponía huevos. Este hecho no fue confirmado hasta 1884, cuando W. H. Caldwell fue enviado a Australia, donde, después de una intensa investigación ayudado por un equipo de 150 aborígenes, consiguió encontrar algunos huevos. Consciente del elevado precio de enviar un telegrama al Reino Unido basado en el coste por palabra, Caldwell envió un célebre y lacónico mensaje a Londres: «Monotremes oviparous, ovum meroblastic» (Monotremas ovíparos, huevo meroblástico). Es decir, los monotremas ponen huevos, y los huevos se asemejan a los de los reptiles en el hecho que solo una parte del huevo se divide durante el desarrollo.
La especie solo tiene un período de apareamiento; después de un complicado cortejo que termina con la pareja nadando unida describiendo círculos lentamente, mientras el macho sujeta con el pico la cola de la hembra, la copulación se produce entre junio y octubre, con una cierta variación local a lo largo de su área de distribución. La observación histórica, los estudios basados en el marcaje y la recaptura, e investigaciones preliminares de genética de poblaciones indican la posibilidad de que haya miembros permanentes y temporales en las poblaciones, y sugieren un sistema de apareamiento poligínico. Se cree que las hembras se vuelven sexualmente activas durante su segundo año de vida, y se ha confirmado que animales de más de nueve años de edad todavía se aparean.

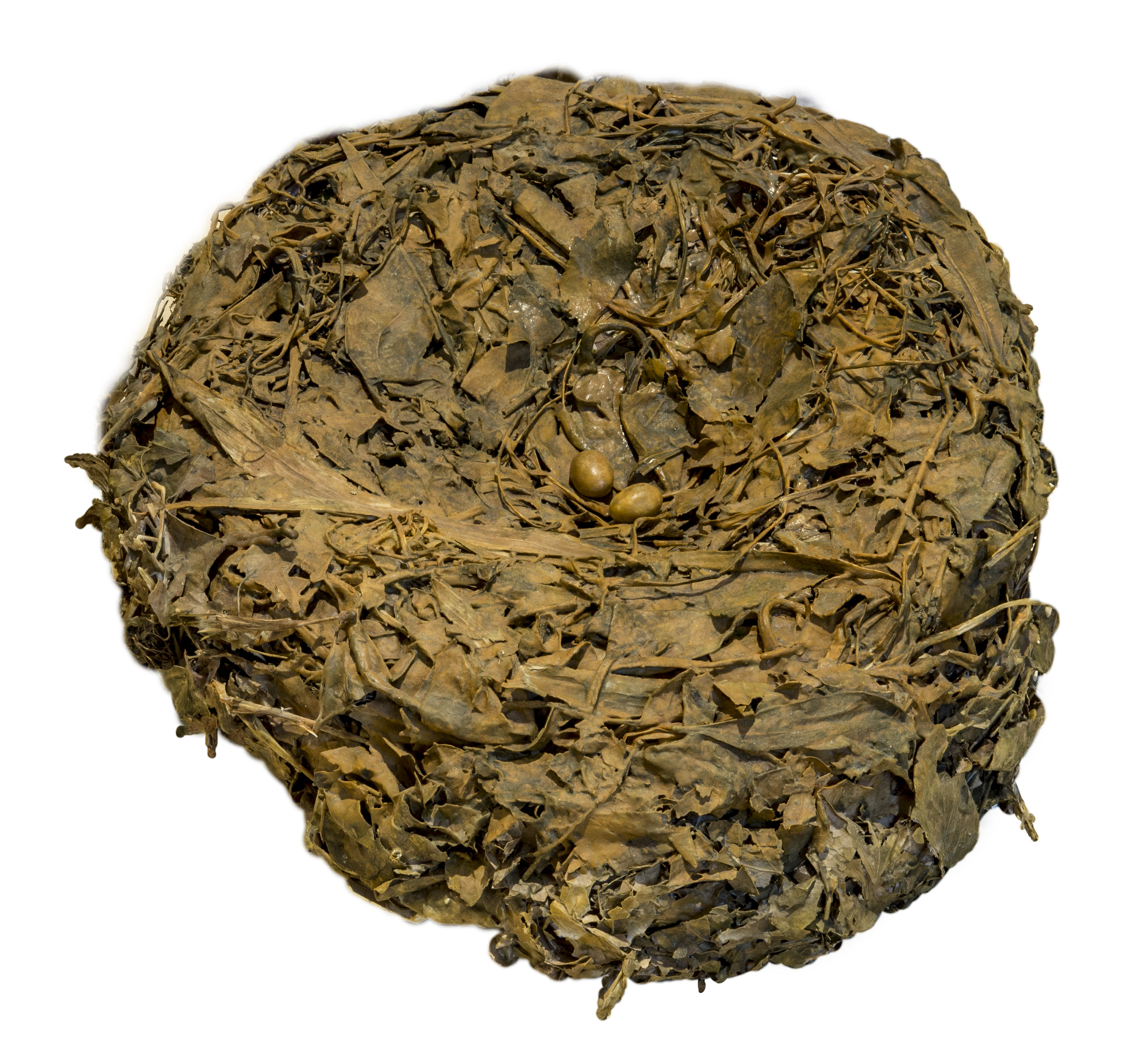
Réplica de un nido de ornitorrinco con huevos.

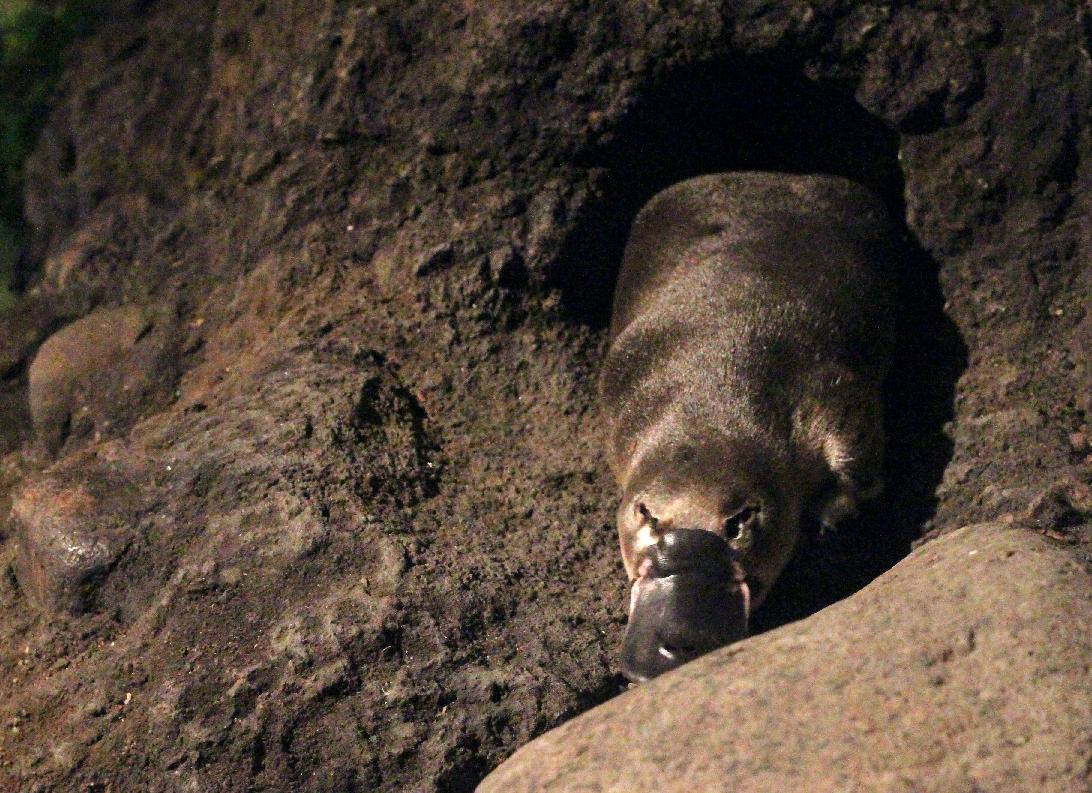
Ejemplar saliendo de su madriguera.

Fuera de la temporada de apareamiento, el ornitorrinco vive en una sencilla madriguera de tierra, con la entrada unos 30 cm por encima del nivel del agua. Después del acoplamiento, la hembra construye una madriguera más profunda y elaborada hasta de 20 m de longitud, y la tapona a intervalos, quizás como protección contra la subida del nivel del agua o contra depredadores, o como método de regulación de la humedad y la temperatura. El macho no desarrolla ningún papel en la cría de la descendencia, y se retira a su madriguera. La hembra recubre y acolcha la tierra de la madriguera con hojas muertas y húmedas y llena el nido al final del túnel con hojas muertas y cañas para realizar la cama, donde incubará sus huevos. Arrastra este material al nido enroscándolo con su cola.
Las hembras tienen un par de ovarios, pero solo el izquierdo es funcional. Ponen entre uno y tres (generalmente dos) huevos pequeños y coriáceos (parecidos a los de los reptiles), que miden unos 11 mm de diámetro y son un poco más redondeados que los de las aves. Los huevos se desarrollan en el útero durante unos 28 días, con solo unos 10 días de incubación externa (a diferencia de los huevos de gallina, que pasan un día en el tracto y tres semanas en el exterior). Tras la puesta de estos huevos pegajosos y de cáscara fina, la hembra se acurruca a su alrededor sosteniéndolos contra su vientre con la cola. El período de incubación se divide en tres partes. En la primera el embrión carece de órganos funcionales y se mantiene gracias al saco de vitelo. El vitelo lo absorbe la cría en desarrollo. Durante la segunda se desarrollan los dedos, y en la última aparece el «diente de huevo».
Los recién nacidos son vulnerables, ciegos y sin pelo, y son alimentados con la leche de la madre. Aunque posee glándulas mamarias, carece de pezones; la leche se libera a través de los poros de la piel. La hembra tiene unos surcos en el abdomen que forman balsas de leche que permiten a las crías lamerla. Tras la eclosión, las crías son amamantadas durante tres o cuatro meses. Durante la incubación y el período de lactancia la madre inicialmente solo deja la madriguera por períodos cortos para buscar alimento. Cuando lo hace, crea una serie de delgados tapones de tierra a lo largo de la madriguera, posiblemente para proteger a las crías de los depredadores; cuando empuja estos tapones durante el regreso, le absorben el agua del pelaje, lo que permite que la madriguera permanezca seca. Transcurridas unas cinco semanas, la madre empieza a pasar más tiempo separada de las crías y, cuando tienen unos cuatro meses, abandonan la madriguera. Los ornitorrincos nacen con dientes, pero se les caen a una edad muy temprana, dejando unas placas córneas con las que muelen la comida.

## Evolución

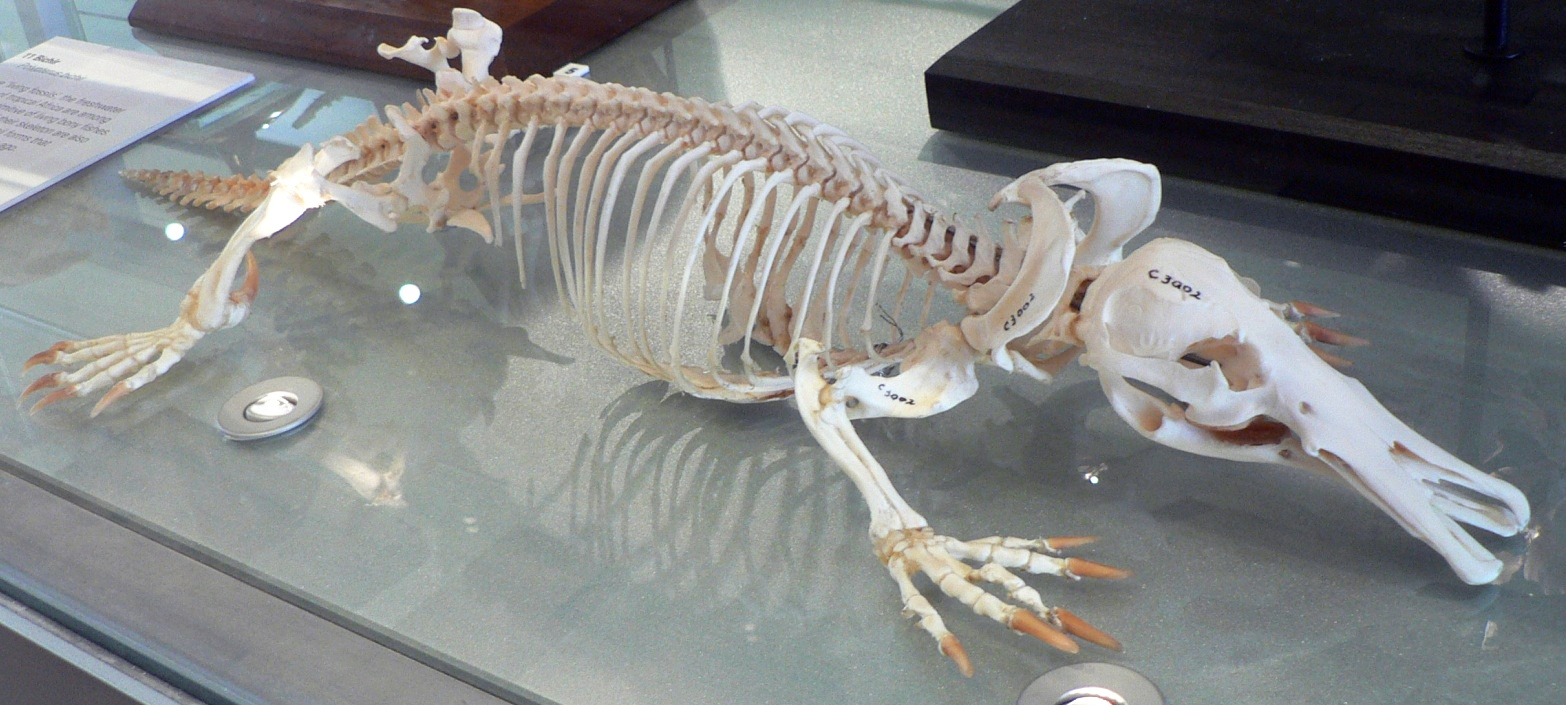
Esqueleto de ornitorrinco.

El ornitorrinco y el resto de monotremados eran muy poco conocidos, y algunos de los mitos del siglo XIX que se inventaron respecto a ellos (por ejemplo que eran «inferiores» o casi reptilianos) todavía perduran. En 1947, William King Gregory teorizó que los mamíferos placentarios y los marsupiales podrían haber divergido antes y que una ramificación posterior dividió los monotremas y los marsupiales, pero las investigaciones posteriores y los descubrimientos fósiles han demostrado que la hipótesis era incorrecta. De hecho, los monotremas modernos son los supervivientes de una ramificación temprana del árbol de los mamíferos, y se cree que una divergencia posterior condujo a los grupos de los marsupiales y los placentarios. El reloj molecular y la datación de fósiles apuntan a que la separación de los ornitorrincos de los equidnas se produjo hace aproximadamente 19-48 millones de años.
El fósil más antiguo descubierto de ornitorrinco moderno data de hace unos 100 000 años, durante el período Pleistoceno. Los monotremas extintos (Teinolophos y Steropodon) estaban estrechamente relacionados con el ornitorrinco moderno. Un Steropodon fosilizado fue descubierto en Nueva Gales del Sur, consistente en un maxilar inferior opalizado con tres dientes molares (mientras que el ornitorrinco adulto moderno carece de dientes). Inicialmente se creyó que los molares eran tribosfénicos, cosa que habría apoyado una variación de la teoría de Gregory, pero investigaciones posteriores sugirieron que, a pesar de tener tres cúspides, evolucionaron en un proceso separado. Se cree que el fósil tiene unos 110 millones de años de antigüedad, lo que significa que este animal parecido al ornitorrinco vivía en el período Cretácico, lo que lo convierte en el fósil de mamífero más antiguo descubierto en Australia. Monotrematum sudamericanum, otro pariente extinto del ornitorrinco fue descubierto en Argentina, lo que indica que los monotremas estaban presentes en el supercontinente de Gondwana cuando los continentes de Sudamérica y Australia estaban unidos vía la Antártida.
Debido a la divergencia temprana de los mamíferos terios y el reducido número de especies vivientes de monotremas, el ornitorrinco es un importante y frecuente sujeto de estudio en el campo de la biología evolutiva. En 2004 investigadores de la Universidad Nacional de Australia descubrieron que tiene diez cromosomas sexuales, en contraste con los dos (XY) de la mayoría de los mamíferos (por ejemplo, un macho siempre será XYXYXYXYXY). A pesar de que se les da la designación XY de los mamíferos, los cromosomas sexuales del ornitorrinco son más similares a los cromosomas sexuales ZZ/ZW de las aves. Su genoma también tiene genes tanto reptilianos como mamiferoides asociados con la fertilización de los huevos. Dado que carece del gen SRY que determina el sexo en los mamíferos, todavía no se conoce el proceso de determinación del sexo del ornitorrinco. El 8 de mayo del 2008 se publicó una versión preliminar de su secuencia genómica en la revista Nature, que mostraba elementos tanto de reptiles como de mamíferos, así como dos genes que anteriormente solo se habían descubierto en aves, anfibios y peces. El estudio encontró que más del 80 % de sus genes son comunes a los mamíferos de los que se han secuenciado los genes, y que el genoma del ornitorrinco, como el animal en sí, es una amalgama de ancestros reptilianos y características derivadas de los mamíferos.

## Estado de conservación
Excepto por su desaparición del estado de Australia Meridional, el ornitorrinco ocupa la misma distribución general que antes de la colonización europea de Australia. Sin embargo se han documentado cambios locales y la fragmentación de su distribución debido a la modificación de su hábitat por parte de los humanos. Por otro lado, su abundancia actual e histórica no es muy conocida y probablemente ha sufrido un declive de sus poblaciones, a pesar de que todavía se lo considera común en la mayor parte de su distribución actual. La especie fue intensamente cazada por su piel hasta los primeros años del siglo XX y, a pesar de estar protegida en toda Australia a partir de 1905, hasta 1950 todavía corría el peligro de ahogarse en las redes de los pesqueros de interior. El ornitorrinco no parece correr un peligro inmediato de extinción gracias a las medidas de conservación adoptadas, pero podría verse afectado por la destrucción de su hábitat provocada por los embalses, la irrigación y la contaminación y por las muertes por ahogamiento al quedar atrapados en las redes y las trampas colocadas para la captura de peces y crustáceos. Existen estrictas normas que impiden su exportación, por lo que solamente se le puede encontrar, tanto en libertad como en cautividad, en territorio australiano. La Unión Internacional para la Conservación de la Naturaleza lo lista como especie casi amenazada en su Lista Roja, aunque algunos investigadores consideran que debería ser clasificada como «potencialmente vulnerable» debido a su dependencia de ambientes acuáticos amenazados por las sequías, el cambio climático y la degradación a causa de las actividades humanas.

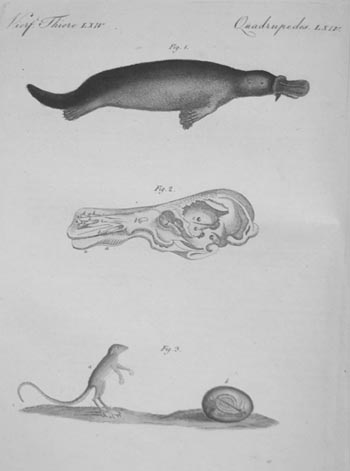
Ilustración de un ornitorrinco en un libro para niños publicado en Alemania en 1798.

Los ornitorrincos padecen generalmente de pocas enfermedades en estado salvaje; sin embargo en Tasmania existe una gran preocupación sobre el potencial impacto de una enfermedad causada por el hongo Mucor amphibiorum. La enfermedad (denominada «mucormicosis») solo afecta a los ornitorrincos de Tasmania, y no ha sido observada en el resto del continente australiano. Los animales afectados pueden desarrollar desagradables lesiones cutáneas o úlceras en varias partes del cuerpo, como la espalda, la cola y las patas. La mucormicosis puede matarlos; la muerte viene provocada por infecciones secundarias y porque queda afectada la capacidad del animal para mantener su temperatura corporal y su eficiencia a la hora de buscar alimento. La Sección de Conservación de la Biodiversidad del Departamento de Industrias Primarias y Agua está colaborando con varios departamentos gubernamentales e investigadores de dos universidades australianas para determinar el impacto de la enfermedad sobre los ornitorrincos de Tasmania, así como el mecanismo de transmisión y la difusión de la enfermedad.
La mayor parte del mundo conoció al ornitorrinco en 1939 cuando la National Geographic Magazine publicó un artículo sobre este sorprendente animal y los esfuerzos llevados a cabo para su estudio y cría en cautividad. Se trataba de una tarea difícil, y desde entonces solo se ha conseguido criar con éxito unos pocos ejemplares. La figura más destacada de estos esfuerzos fue David Fleay, que puso en marcha un «ornitorrincuario» simulando un riachuelo dentro de un tanque en el Healesville Sanctuary en Victoria, donde consiguió el primer nacimiento con éxito de un ornitorrinco en cautividad en 1943. En 1972 encontró una cría muerta de unos cincuenta días de edad, que presumiblemente había nacido en cautividad, en su parque faunístico de Burleigh Heads en la Costa de Oro de Queensland. Healesville volvió a tener éxito en 1998 y de nuevo en 1999 con un tanque con un riachuelo similar al montado en los años 1940. El zoo de Taronga de Sídney consiguió el nacimiento de gemelos en 2003, y hubo un nuevo nacimiento con éxito en 2006.

## Relación con el ser humano

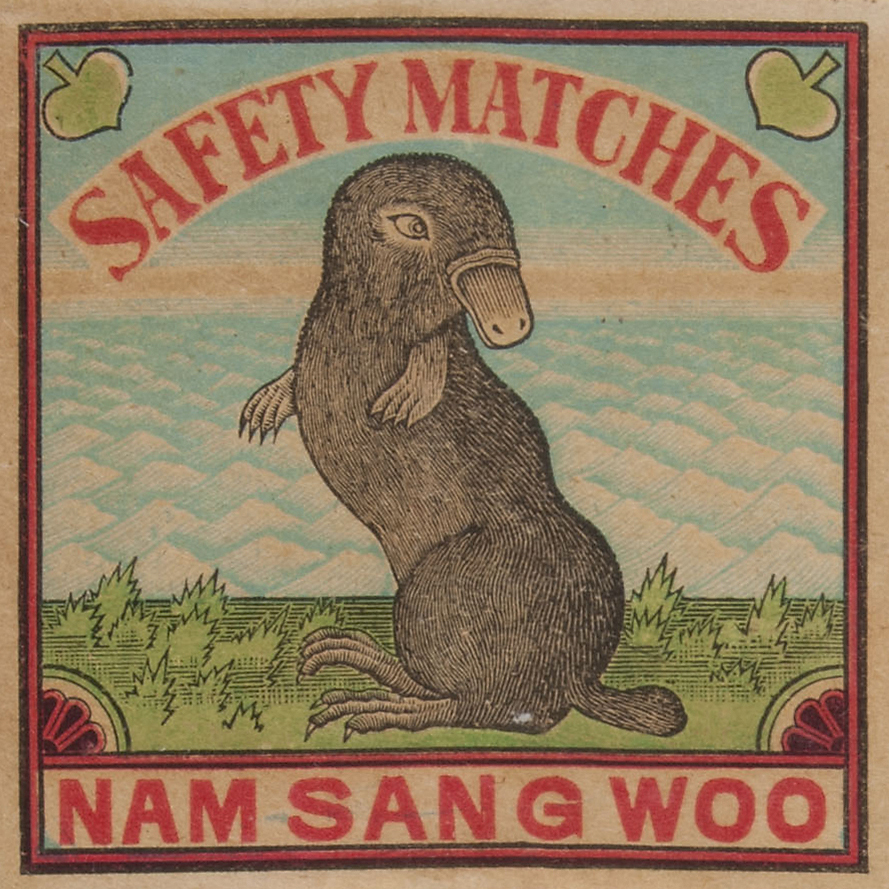
Ornitorrinco en la etiqueta de caja de cerillas de principios del

### Interés farmacéutico
Según científicos de la Universidad Deakin en Australia, los ornitorrincos pueden ser útiles para la medicina humana debido a que su leche contiene una proteína antibacteriana que podría desarrollar antibióticos resistentes a las superbacterias. Además, su veneno puede ayudar a combatir la diabetes tipo 2.